# Клапан-відсікач свердловинний
Клапан-відсікач свердловинний (рос. скважинный клапан-отсекатель; англ. well cutoff valve; нім. Bohrlochschnellschluβventil n, Bohrlochschnellschlussventil n) — клапан, який встановлюється в колоні насосно-компресорних труб і перекриває свердловину під час розгерметизації гирла або за сигналом із станції управління.